# Valentina Cortese
Valentina Cortese (ur. 1 stycznia 1923 w Mediolanie, zm. 10 lipca 2019 tamże) – włoska aktorka filmowa, nominowana do Oscara dla najlepszej aktorki drugoplanowej w komediodramacie François Truffauta Noc amerykańska (1973).

## Filmografia

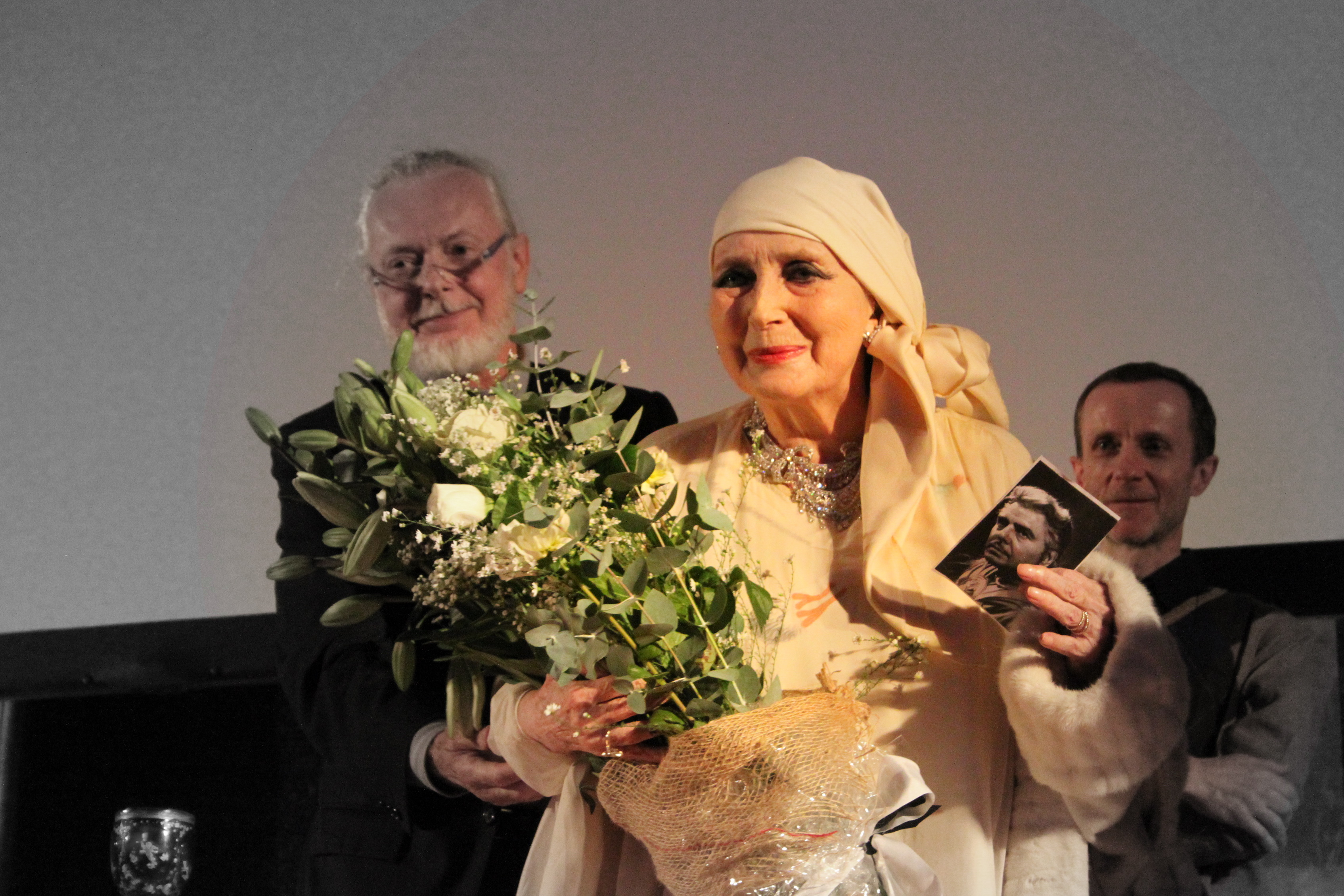
Valentina Cortese w 2012

- Królowa Navarry (1942) jako Eleonora d’Austria
- Amerykanin na wakacjach (1946) jako Maria
- Nędznicy (1948) jako Fantina/Cosetta
- Czarna magia (1949) jako Zoraida
- Złodziejski trakt (1949) jako Rica
- Tajemniczy ludzie (1952) jako Maria Brentano
- Bosonoga Contessa (1954) jako Eleonora Torlato-Favrini
- Przyjaciółki (1955) jako Nene
- Gdzie jest profesor Hamilton? (1956) jako Eloisa
- Barabasz (1961) jako Julia
- Dziewczyna, która wiedziała za dużo (1963) jako Laura Craven-Torrani
- Wizyta starszej pani (1964) jako Mathilda Miller
- Giulietta i duchy (1965) jako Valentina
- Czarne słońce (1966) jako Maria
- Legenda Lylah Clare (1968) jako hrabina Bozo Bedoni
- Tajemnica Santa Vittoria (1969) jako Gabriella
- Brat Słońce, siostra Księżyc (1972) jako Pica di Bernardone
- Zabójstwo Trockiego (1972) jako Natalia Siedowa
- Noc amerykańska (1973) jako Séverine
- Jezus z Nazaretu (1977) jako Herodiada
- Gdy czas ucieka (1980) jako Rose Valdez
- Przygody barona Munchausena (1988) jako królowa Ariadne/Violet
- Młody Toscanini (1988) – (cameo)
- Rozterki serca (1993) jako matka przełożona